# شکستگی انتهای زند زبرین
شکستگی دیستال رادیوس یکی از شایع‌ترین شکستگی‌های استخوان رادیوس است. به خاطر نزدیک بودن محل شکستگی به مچ، گاهی از آن با نام شکستگی مچ یاد می‌شود. درمان در موارد ساده جااندازی و بی‌تحرکی است اگرچه در موارد پیچیده شامل جراحی نیز می‌شود. بر اساس محل شکستگی و جهت جابه‌جایی به انواع متفاوتی شامل شکستگی کالیس، شکستگی اسمیت، شکستگی بارتون تقسیم‌بندی می‌شود.

## تشخیص
تشخیص بالینی با بدشکلی انتهای رادیوس است که با رادیوگرافی تایید می‌شود. تشخیص‌های افتراقی شامل شکستگی استخوان هلالی و دررفتگی مچ است که می‌توانند به صورت هم‌زمان وجود داشته باشند.